# Targionia elongata
Targionia elongata là một loài rêu trong họ Targioniaceae. Loài này được Bisch. ex Gottsche, Lindenb. & Nees mô tả khoa học đầu tiên năm 1846.
Danh pháp khoa học của loài này chưa được làm sáng tỏ. 